# Ancien pont de Cotonou
L’ancien pont est un pont routier situé dans la ville de Cotonou au Bénin. Plus ancien pont de la ville, il permet de relier les deux rives de la lagune de Cotonou. Construit en 1928, il a été rénové en 1981.

## Histoire
Connu sous le nom d'« ancien pont », c'est le premier pont de la ville de Cotonou et le plus proche de l'océan. Construit entre 1927 et 1930, il franchit le canal Kouta, reliant les deux rives de la lagune, notamment le port, à l'ouest, et la zone industrielle proche de l'ancien village d'Akpakpa, à l'est. Cependant le quartier d'Akpakpa ne sera vraiment désenclavé qu'avec la construction d'un second pont et les travaux de restauration du premier.
En 1970 plus de 2 000 véhicules, des centaines de cyclistes et de piétons le traversent chaque jour. 
En 1995, les deux-roues représentent 67 % des véhicules qui empruntent le pont.
En 2018, les réseaux sociaux relaient l'inquiétude de citoyens alertant sur l'état de dégradation avancée du pont, notamment sous l'effet de l'embrun marin. Le gouvernement rassure et annonce un nouveau projet de réhabilitation du pont, dont la précédente rénovation date de 1980.

## Galerie de photos

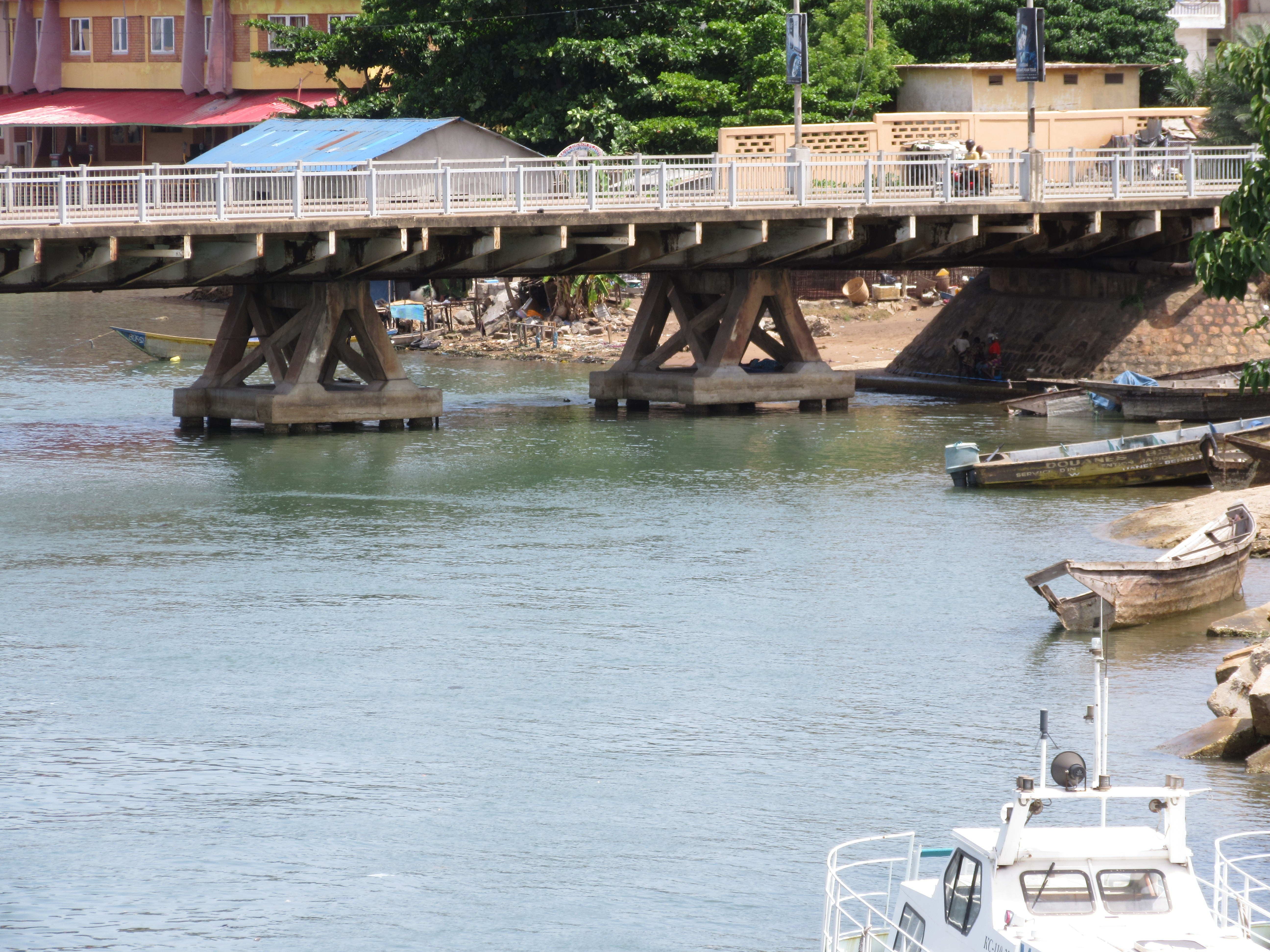
Pile du pont.
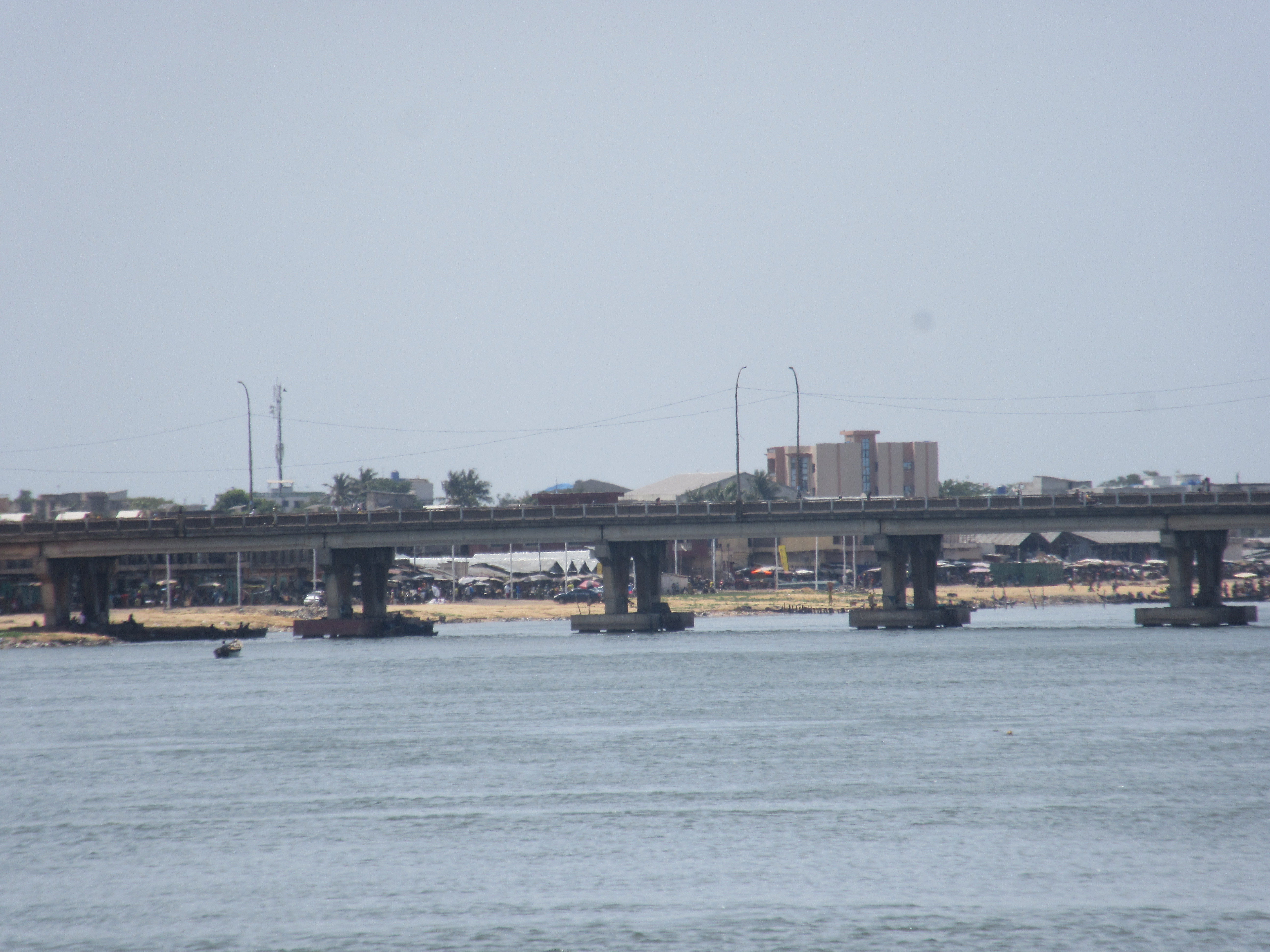
Vue de loin du pont.
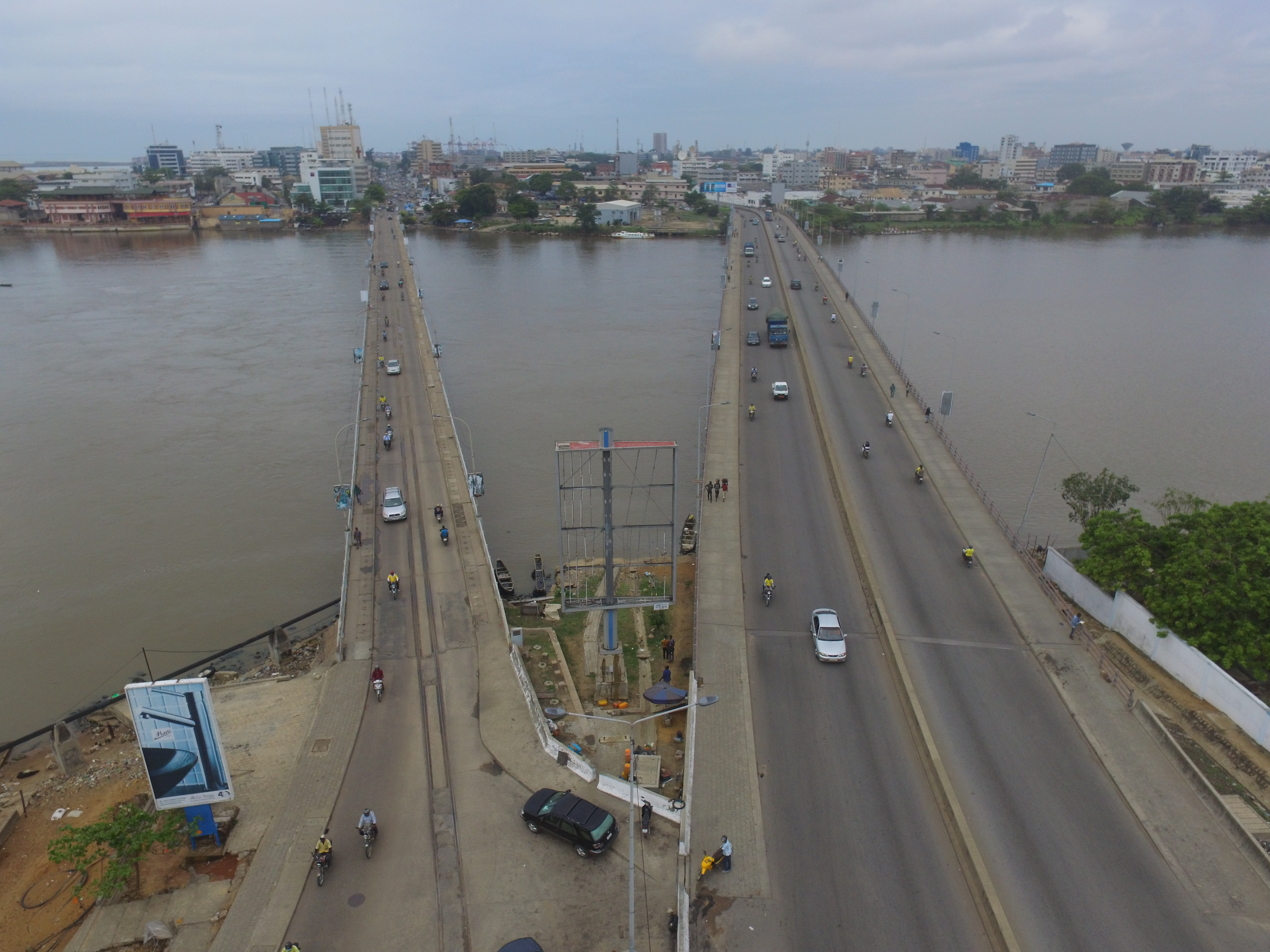
Ponts Konrad-Adenauer et Martin Luther King de Cotonou, Benin

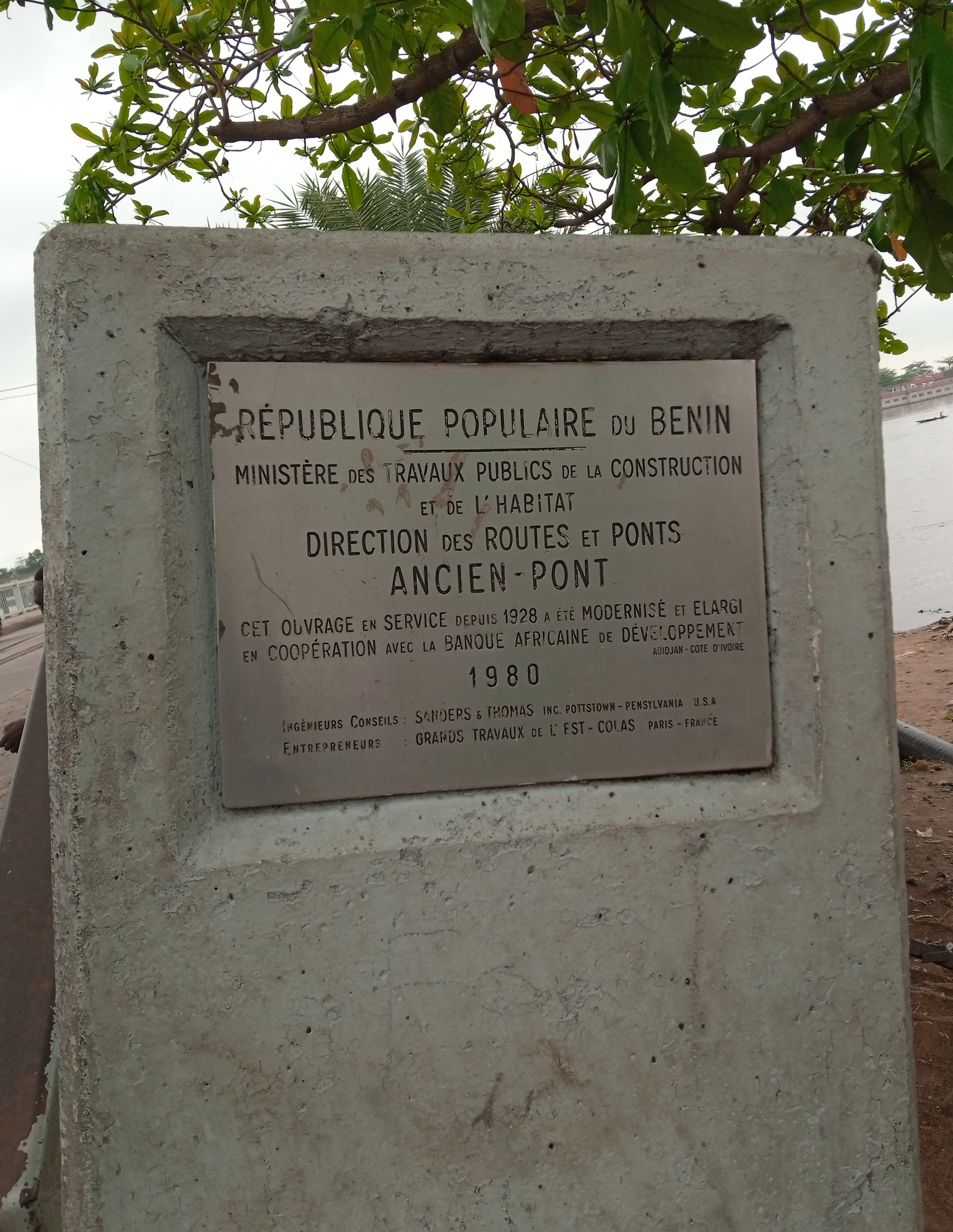
Pierre posée pour le lancement des travaux
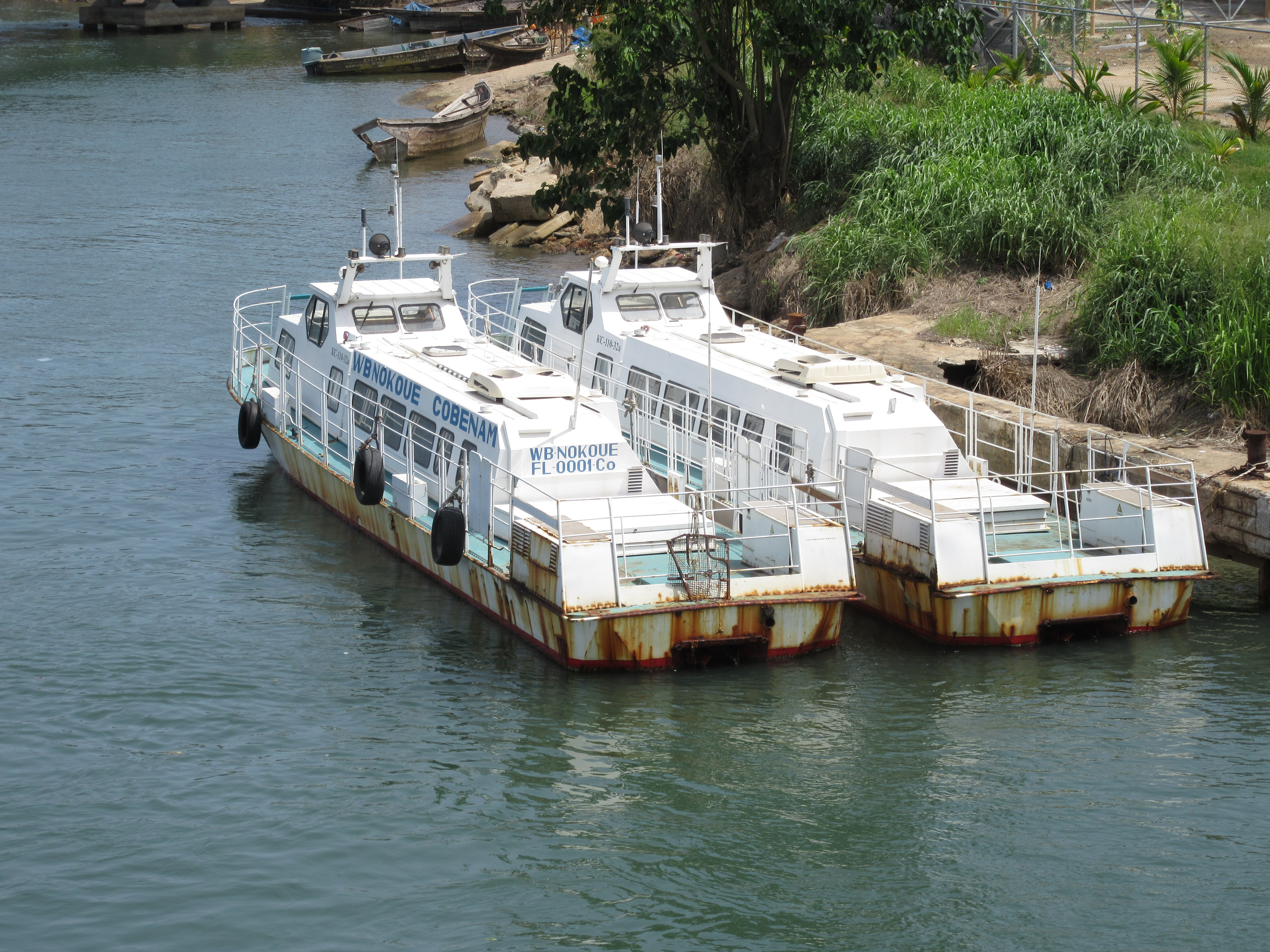
Bateaux-bus à fond plat vus du pont.
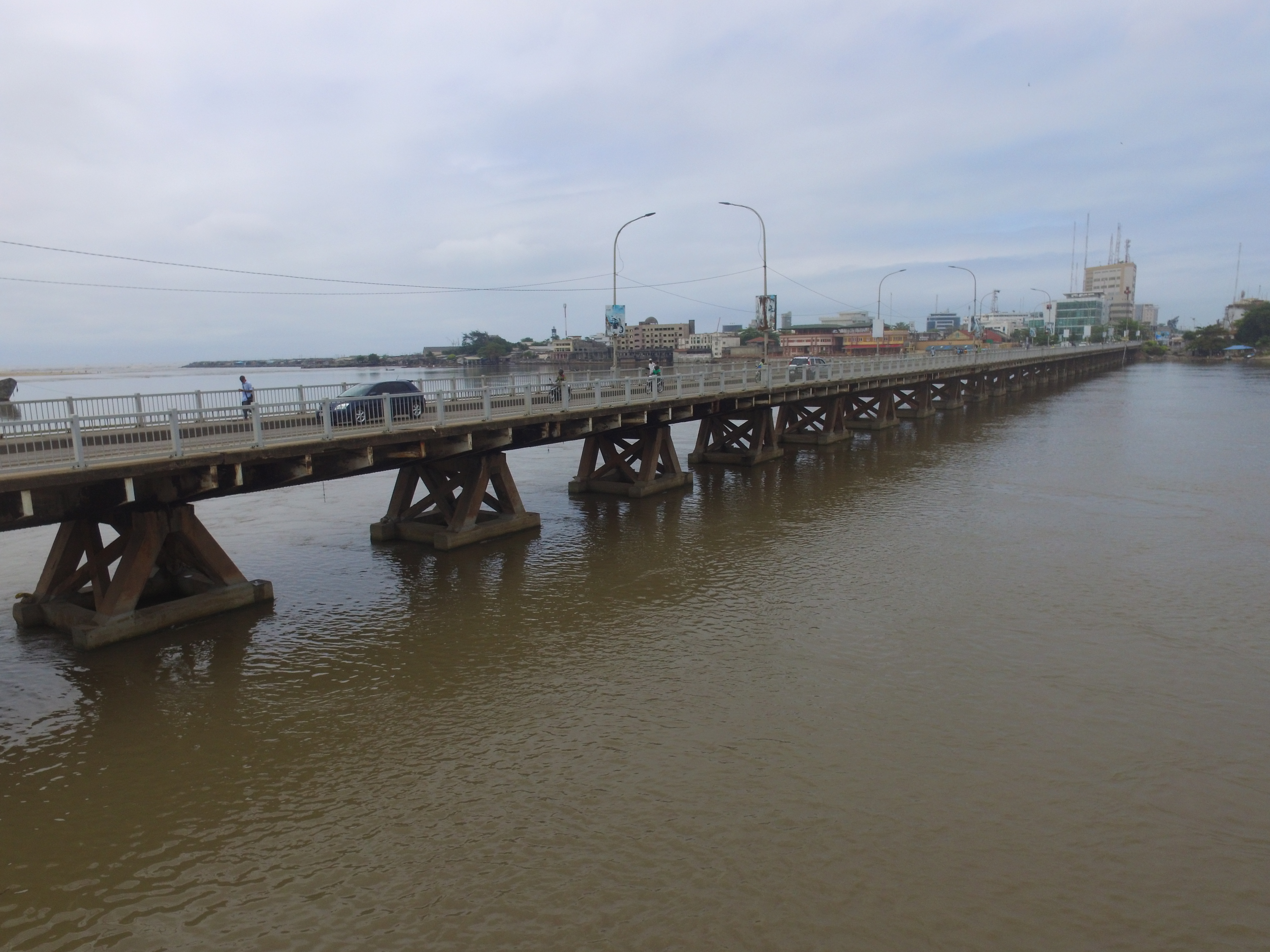
Ancien pont de Cotonou, Benin

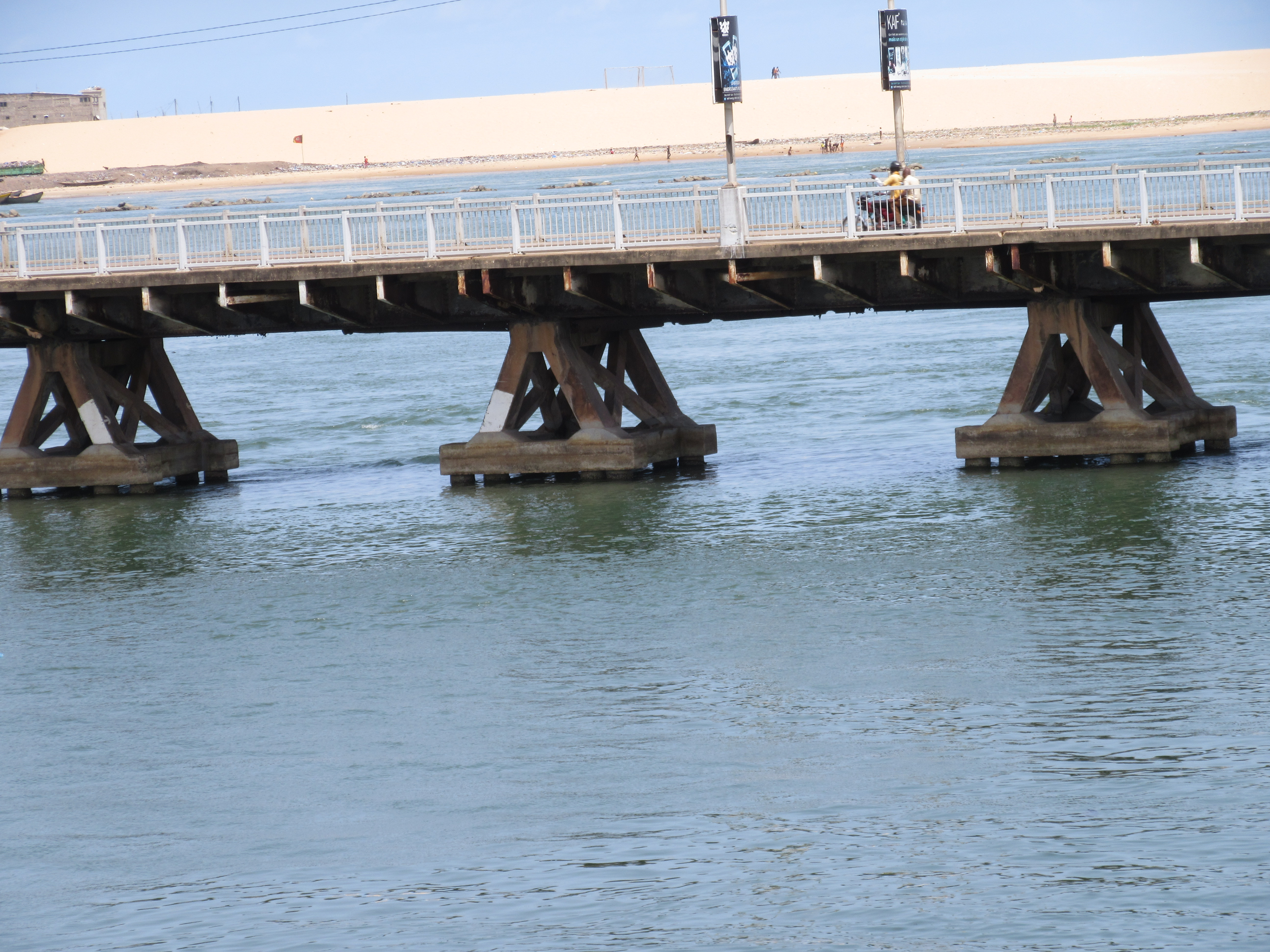
L'ancien pont à Cotonou.